# Zakhele Manyatsi
Zakhele Manyatsi (sinh ngày 7 tháng 9 năm 1980) là một cầu thủ bóng đá người Swaziland thi đấu ở vị trí hậu vệ. Tính đến tháng 1 năm 2010, anh thi đấu cho Royal Leopards ở Giải bóng đá ngoại hạng Swaziland và có 12 lần ra sân cho đội tuyển quốc gia.